# Telmatoscopus carthusianus
Telmatoscopus carthusianus är en tvåvingeart som först beskrevs av Vaillant 1972.  Telmatoscopus carthusianus ingår i släktet Telmatoscopus och familjen fjärilsmyggor. Inga underarter finns listade i Catalogue of Life.